# 富爾頓縣 (阿肯色州)
富爾頓縣（英語：Fulton County）是美國阿肯色州北部的一個縣，北鄰密蘇里州。面積1,607平方公里。根據美國人口調查局2000年統計，共有人口11,642人。縣治塞勒姆。
成立於1842年12月21日。縣名是紀念阿肯色领地最後一任州長威廉·富爾頓（William Savin Fulton）。本縣為一禁酒的縣。